# 廣中俊雄
廣中 俊雄（ひろなか としお、1926年10月23日 - 2014年2月24日）は、日本の法学者。川島武宜門下。専門は、民法・法社会学・財産法・契約法・日本の公安警察。東北大学名誉教授。広島県広島市出身。

## 略歴
- 1947年3月 - 広島高等学校卒業
- 1950年3月 - 東京大学法学部卒業
- 1950年4月 - 東京大学法学部助手
- 1953年4月 - 千葉大学文理学部講師
- 1954年4月 - 千葉大学文理学部助教授
- 1955年1月 - 東北大学法学部助教授
- 1962年3月 - 法学博士（東京大学）（学位論文「契約とその法的保護」）
- 1962年4月 - 東北大学法学部教授
- 1982年4月 - 東北大学大学院法学研究科長・法学部長（1984年3月まで）
- 1990年3月 - 東北大学定年退官
- 1990年4月 - 創価大学法学部教授
- 2002年3月 - 創価大学定年退官

## 著書
- 『日本の警察』（東京大学出版会・東大新書，1955年）
- 『契約法の研究』（有斐閣，1958年）
- 『債権各論講義』（3分冊。有斐閣，1961-63年）
- 『法と裁判』（東京大学出版会・東大新書，1961年）
- 『借地借家判例の研究』（一粒社，1965年）
- 『戦後日本の警察』（岩波書店・岩波新書，1968年）
- 『市民と法と警察と』（音羽書房，1971年）
- 『法と裁判』（東京大学出版会・UP選書，1971年）
- 『民法論集』（東京大学出版会，1971年）
- 『警備公安警察の研究』（岩波書店，1973年）
- 『契約とその法的保護』（創文社，1974年）
- 『法社会学論集』（東京大学出版会，1976年）
- 『農地立法史研究 上』（創文社，1977年）
- 『借地借家判例の研究 2』（一粒社，1978年）
- 『物権法 第2版 増補版』（青林書院，1987年、初版1979年）
- 『言葉の新鮮さについてなど』（創文社，1986年）
- 『私家版 言葉の新鮮さについてなど』（創文社，1986年）、若き日の作品として小説「炎の日」などが追加されている。
- 『民法綱要 第1巻 [1] (総論 上 民法の意義・権利) 新版』（創文社，2006年。初版1989年）
- 『国家への関心と人間への関心 ある法学研究者の歩み』（日本評論社，1991年）
- 『広中俊雄著作集』（創文社，1992年～／信山社, 2020年～）

1 契約とその法的保護 1992年
2 契約法の理論と解釈 1992年
3 不動産賃貸借法の研究 1992年
4 民事法の諸問題 1994年
5 民法典編纂史の研究 2020年
6 農地立法史研究 未刊
7 法過程・法意識の研究 2004年
8 警察の法社会学 2004年
9 警備公安警察史 2020年
10 方法に関する諸問題 2021年
- 『ある手紙のことなど』（創文社，1996年）
- 『民法解釈方法に関する十二講』（有斐閣，1997年）
- 『戦争放棄の思想についてなど』（創文社，2007年）

## 共編著
- （中川善之助）『民法小事典』（有信堂，1963年） 法律学小事典シリーズ
- （中川善之助）『金銭貸借と投資』（第一法規出版，1968年） 実用法律事典
- （龍田節）『契約の法律相談』第1-2分冊（有斐閣，1975-78年） 法律相談シリーズ
- （岡田与好・樋口陽一）『社会科学と諸思想の展開』（創文社，1977年）
- （五十嵐清）『法律論文の考え方・書き方』（有斐閣，1983年） 有斐閣選書R
- 『第九回帝国議会の民法審議』（有斐閣，1986年）
- 『民法修正案(前三編)の理由書』（有斐閣，1987年）
- （星野英一）『民法典の百年』第1-4分冊（有斐閣，1998年）

## 翻訳
- ハインリッヒ・ミッタイス（世良晃志郎共訳）『ドイツ私法概説』（創文社，1961年）

## 記念論集
- 望月礼二郎・樋口陽一・安藤次男編『法と法過程 社会諸科学からのアプローチ――広中俊雄教授還暦記念論集』（創文社，1986年）
- 太田知行・中村哲也編『民事法秩序の生成と展開――広中俊雄先生古稀祝賀論集』（創文社，1996年）
- 林信夫・佐藤岩夫編『法の生成と民法の体系 無償行為論・法過程論・民法体系論――広中俊雄先生傘寿記念論集』（創文社，2006年）

## 参考
- デジタル版日本人名大辞典:
- 桐ヶ谷章, 「廣中俊雄先生退職記念号の発刊に寄せて(廣中俊雄先生退職記念号)」『創価法学』 32巻 1/2号 p.1-3, 2002-11-01, NAID 120004168045

- 『廣中俊雄先生を偲ぶ』（廣中俊雄先生を偲ぶ会編、非売品、2015年）